# اموروسی
اموروسی (به ایتالیایی: Amorosi) یک سکونتگاه مسکونی در ایتالیا است که در استان بنونتو واقع شده‌است.

## خصوصیات
اموروسی ۱۱٫۰ کیلومترمربع مساحت و ۲٬۹۳۱ نفر جمعیت دارد.